# Единорог
Единоро́г, или инро́г (др.-евр. ראם‬; др.-греч. μονό-κερως; лат. unicornis) — мифическое существо, которое с древних времён описывалось как некое копытное животное, чаще всего лошадь, с одним большим заострённым спиралевидным рогом, выходящим изо лба.
В европейской литературе и искусстве единорог в течение последней тысячи лет или около того изображался как конь, часто белого окраса, с длинным прямым рогом со спиральными бороздками, раздвоенными копытами, а иногда и козьей бородой. В средние века и в эпоху Возрождения его обычно описывали как чрезвычайно дикое лесное существо, символ чистоты и изящества, его могла поймать только девственница. В средневековых бестиариях говорится, что его рог обладает свойством делать отравленную воду пригодной для питья и лечить болезни. В связи с этим в старину бивень нарвала иногда продавался под видом рога единорога.
Некоторые учёные считают, что единорог-бык был изображён на печатях Индской цивилизации бронзового века, но эта интерпретация остаётся спорной. Единорог-лошадь упоминался уже в Древней Греции в различных трудах по естествознанию такими писателями, как Ктесий, Страбон, Плиний Младший, Элиан и Козьма Индикоплов. В Библии описывается аналогичное существо, ре'эм, которое некоторыми переводчиками также именуется единорогом.

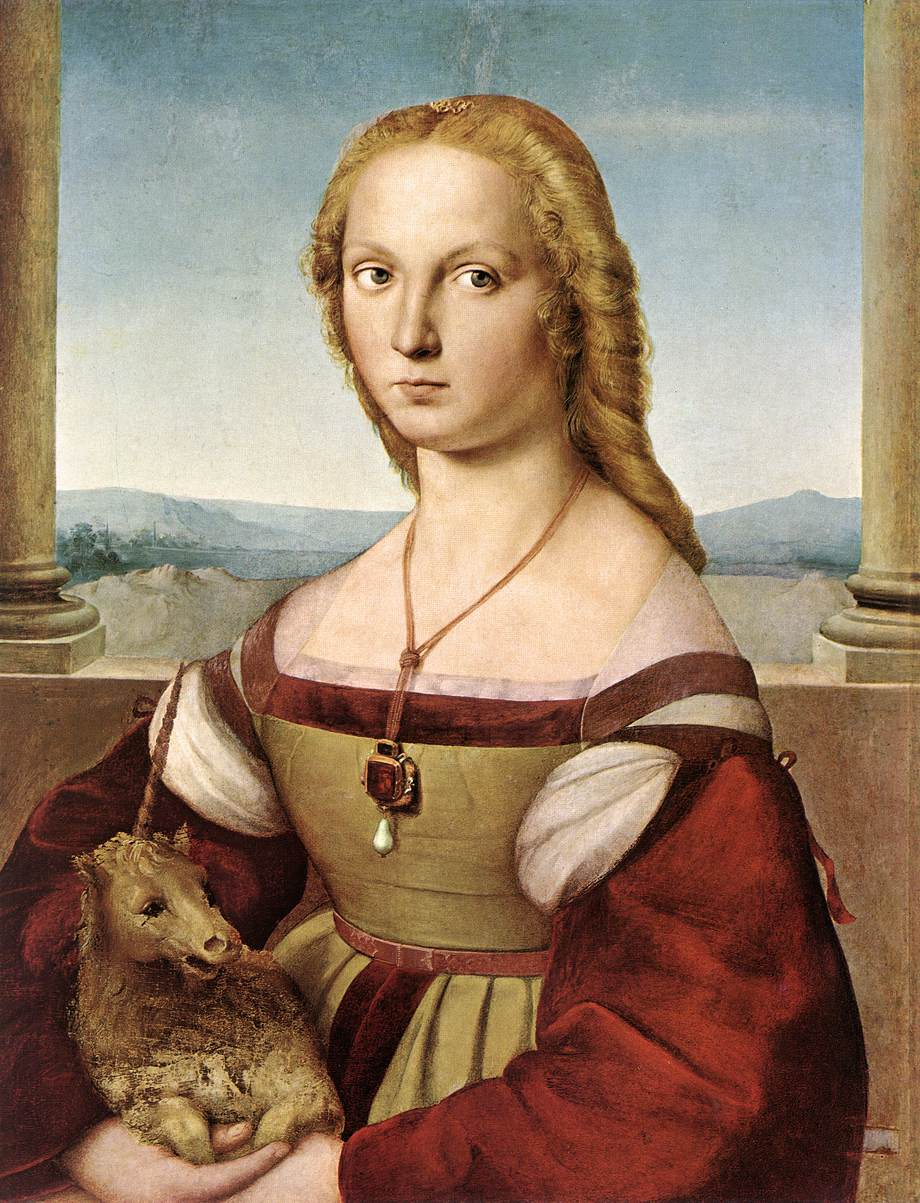
Рафаэль. Дама с единорогом. 1505. Дерево, масло. Палаццо Боргезе, Рим

В современной популярной культуре единорог продолжает занимать видное место. Его изображения часто используют как сказочный символ или символ антиквариата.
В реальности, если смотреть на атакующего кавалериста, вооруженного копьем, в профиль, то может показаться, что у коня растет рог из лба.

## Описание и символика

### У древних авторов

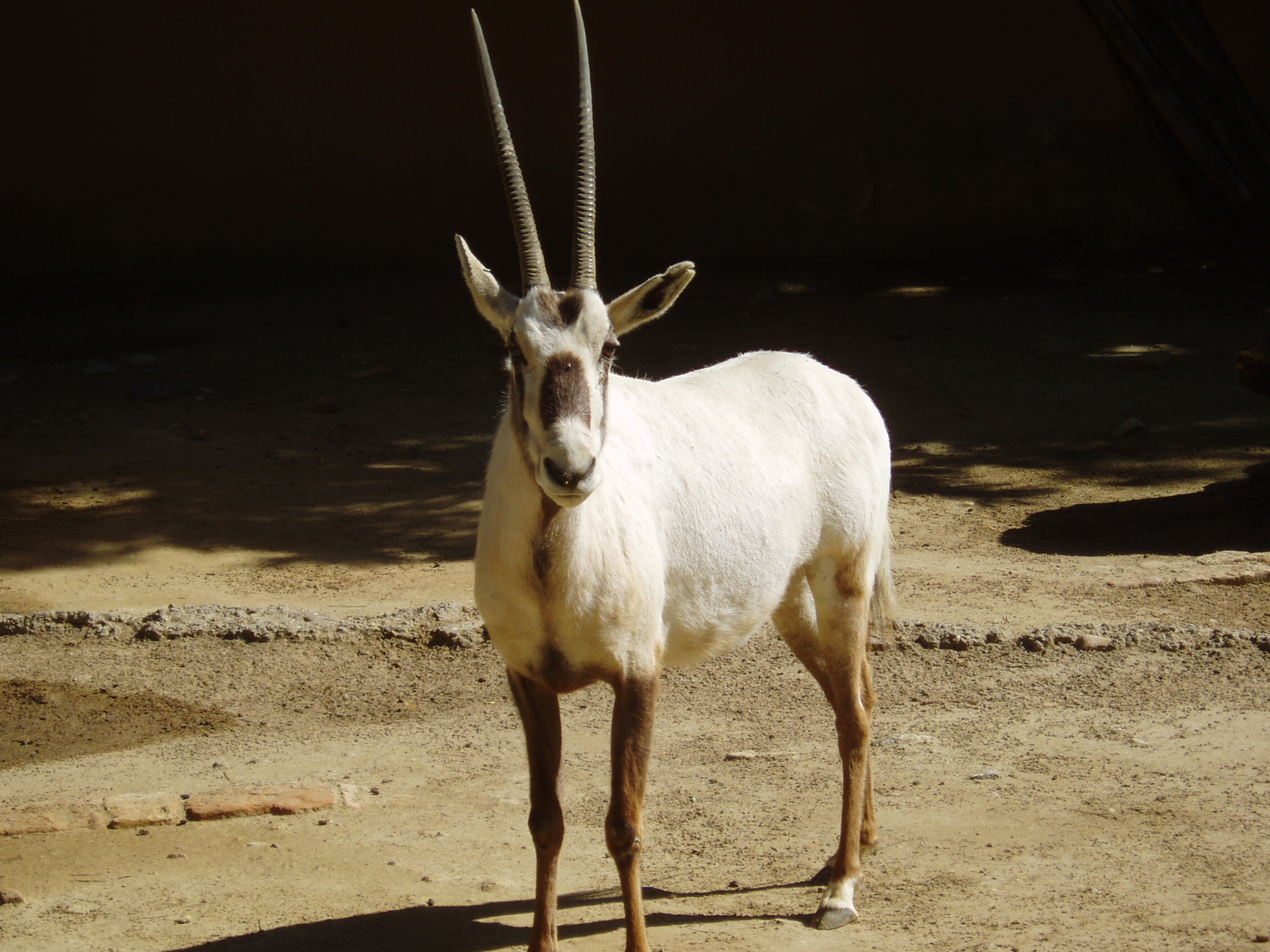
Антилопа орикс

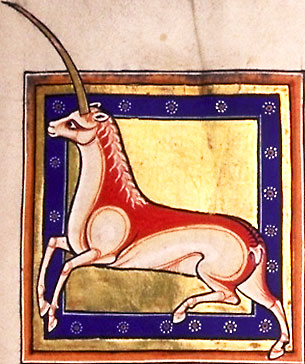
Изображение единорога в Абердинском бестиарии, конец XII века

Самым ранним изображениям единорогов больше 4 тысяч лет, это один из самых распространённых художественных мотивов Индской цивилизации. Гораздо позже единороги стали появляться в мифах Западной Азии. В Древней Греции и Древнем Риме считались реально существующими животными. Изображения единорога, попадающиеся на древнеегипетских памятниках и на скалах Южной Африки, представляют собой рисунки антилоп с прямыми рогами (например, бейза и орикс), которые, будучи изображены в профиль и без учёта перспективы, кажутся однорогими. Также встречались однорогие антилопы в случае, если второй рог ломался в поединке.

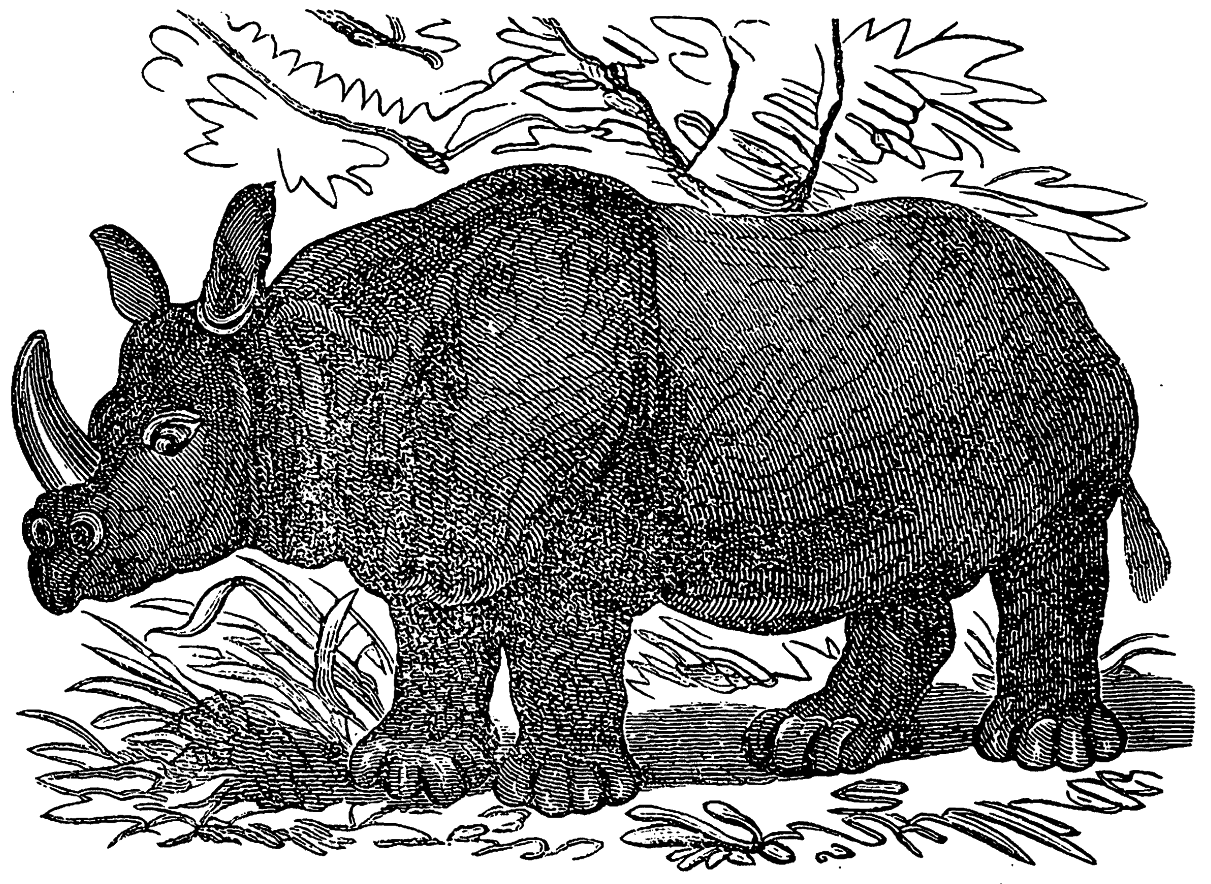
Единорог
(рисунок из «Библейской энциклопедии»)

Первое упоминание об однорогом животном на Западе относится к V веку до н. э. Ктесий, который 17 лет служил лекарем при персидском дворе, вернувшись в Грецию, поведал в своей книге «Описание Индии» о диких индийских ослах массивного сложения, имеющих один рог на лбу, а также красную голову, голубые глаза и туловище. По словам Ктесия, всякий, кто выпьет воды или вина из рога этого животного, никогда не будет подвержен болезням. Порошок, соскобленный с этого рога, может спасти от смертоносного яда. А поймать этих необычайно быстроногих ослов можно лишь тогда, когда при них находятся детёныши, которых родители не могут оставить. История Ктесия получила популярность благодаря авторитету Аристотеля, кратко упомянувшего однорогих «индийских ослов» как «непарнокопытных» в своей «Истории животных».
Римский писатель Клавдий Элиан, родившийся около 170 года н. э., в книге «Пёстрые рассказы» говорит о трёх разновидностях единорога. Первые два по описанию схожи с ослами Ктесия, а третий — картазон со спиральным чёрным рогом, охарактеризованный как животное «размером со взрослую лошадь, рыжего окраса, имеющее гриву лошади и очень быстрое». Картазоны в общем не опасны, сообщает автор рассказов, но самцы непримиримы друг к другу и нападают даже на самок. Нрав самцов смягчается во время гона, но с рождением детёнышей они снова свирепеют.
В ранних традициях единорог изображался также с телом быка, козла и лошади. Некоторые приписывали единорогу слоновьи ноги и кабаний хвост, что послужило поводом для предположения, будто прообразом единорога был носорог. Плиний называет родиной единорогов страну индусов и Центральную Африку. В одной из сказок братьев Гримм единорог отличается крайне агрессивным нравом, что ещё более подтверждает его сходство с носорогом. В греческом «Физиологе» отмечается, что единорог — «быстроногий зверь, носящий один рог и питающий злую волю в отношении людей». С этим согласна Библия, где единорог («рээм») представлен как быстрое (Чис. 24:8), опасное, свирепое (Пс. 21:22) и свободолюбивое (Иов. 39:9) животное. Сегодня в большинстве современных переводов Библии это слово передано как «зубр» или «дикий буйвол» (истреблённый людьми несколько веков назад).
В греческой мифологии единорог был посвящён Артемиде, богине-девственнице.
У евреев же бытовала следующая легенда: когда Яхве попросил Адама дать имена всем животным, то единорог был первым из наречённых и таким образом был возвышен. Когда Адам и Ева были изгнаны из Рая, то Бог дал единорогу выбор: остаться в Эдеме или уйти с людьми. Единорог предпочёл последнее и был благословен за сочувствие к людям.
Пожалуй, первым, кто авторитетно помещает единорога из дальних стран в Европу, является Юлий Цезарь. В своих «Записках о галльской войне» он рассказывает об олене с длинным рогом, обитающем в Герцинском лесу (в Шварцвальде).

### В европейской культуре

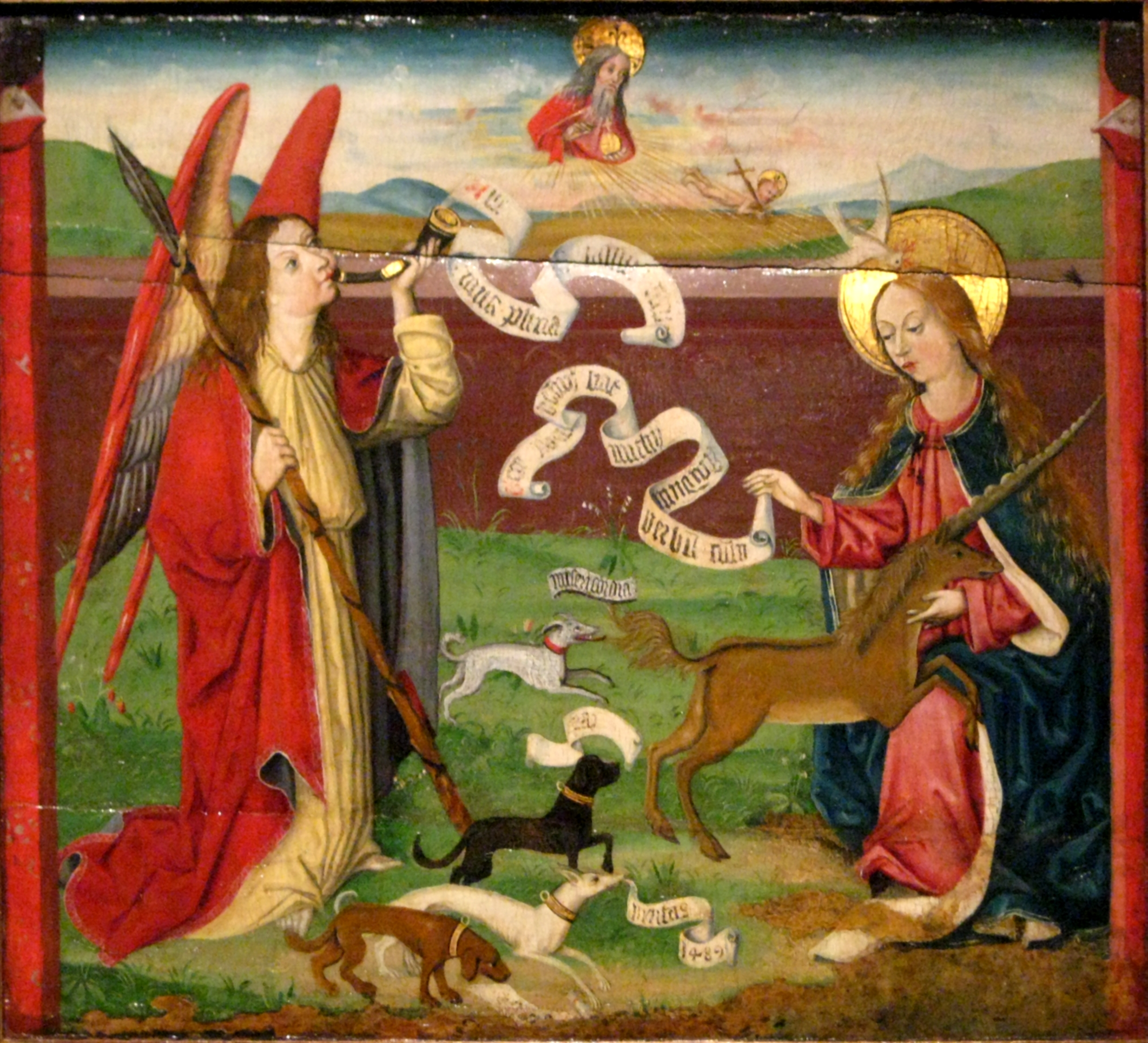
Благовещение (Мистическая охота на единорога). 1489. Круг Мартина Шонгауэра. Музей изобразительных искусств им. А. С. Пушкина, Москва

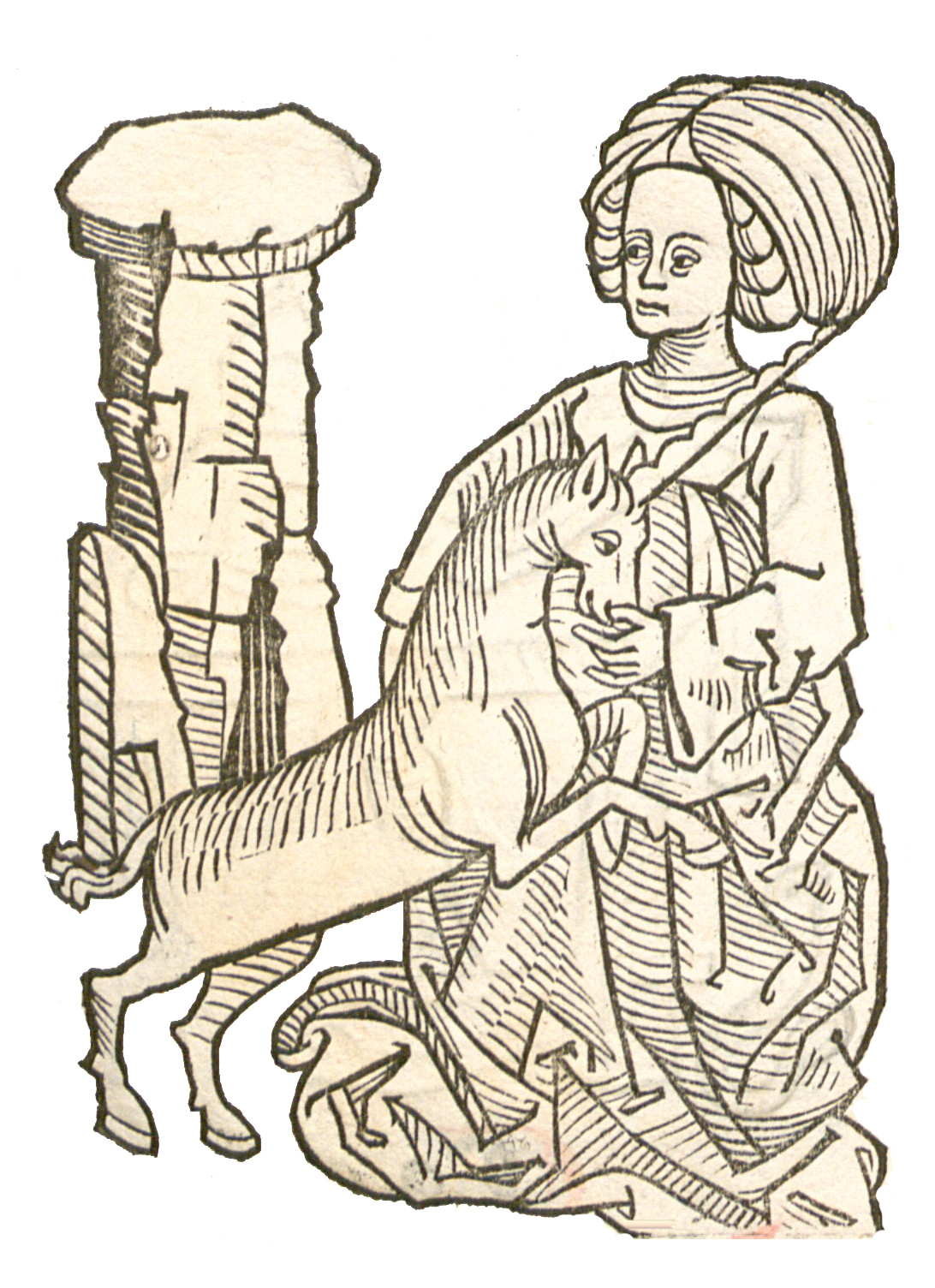
Иллюстрация из книги «Hortus Sanitatis». 1491

Немаловажную роль играл единорог в средневековых легендах и сказках; на нём ездили волшебники и волшебницы; он убивал всякого человека, который ему попадался навстречу; только девственница могла его укротить, и тогда он делался ручным, ложился на землю и засыпал. Вообще, если и удастся поймать единорога, то удержать его можно только золотой уздечкой.
Врагами единорога издавна считались слон и лев. Непременно при встрече слон вступал в борьбу и, как правило, единорог первым пропарывал слону брюхо. Лев же мог заманить единорога в ловушку: спасаясь бегством от погони, он резко сворачивал в сторону у самого ствола дерева, а единорог, не имея возможности быстро затормозить, вонзался в древесину своим рогом, после чего лев легко расправлялся с противником. В литературе с образом смерти единорога связывает притча об единороге в литературном памятнике «Повесть о Варлааме и Иоасафе».
В сочинениях христианских писателей это легендарное существо упоминалось как символ Благовещения (см. Мистическая охота на единорога) и Боговоплощения. В средние века единорог выступал эмблемой Девы Марии, а также святых Юстина Антиохийского и Иустины Падуанской. Рог единорога воплощал силу и единство Отца и Сына, а небольшие размеры животного символизировали смирение Христа.
В печатной книге единорог впервые появился в 1491 году в книге «Hortus Sanitatis» (с лат. — «Сад Здравия»), изданной Якобом Брейденбахом в Майнце. В этой книге единорог изображён на иллюстрациях рассказов о противоядии.
Для алхимиков стремительный единорог символизировал ртуть. В московском государстве единорог стал символом книжной учености, поскольку его изображение украшало фасад Печатного двора на Никольской улице. Архитектор А.Щусев поместил барельеф с тремя единорогами на восточной стене Покровского храма (1912) Марфо-Мариинской обители.
В русских азбуковниках XVI—XVII вв. единорог изображается так:

Зверь, подобен есть коню, страшен и непобедим, промеж ушию имать рог велик, тело его медяно, в роге имать всю силу. И внегда гоним, возбегнет на высоту и ввержет себя долу, без накости пребывает. Подружия себе не имать, живёт 532 лета. И егда скидает свой рог вскрай моря, и от него возрастает червь; а от того бывает зверь единорог. А старый зверь без рога бывает не силён, сиротеет и умирает.

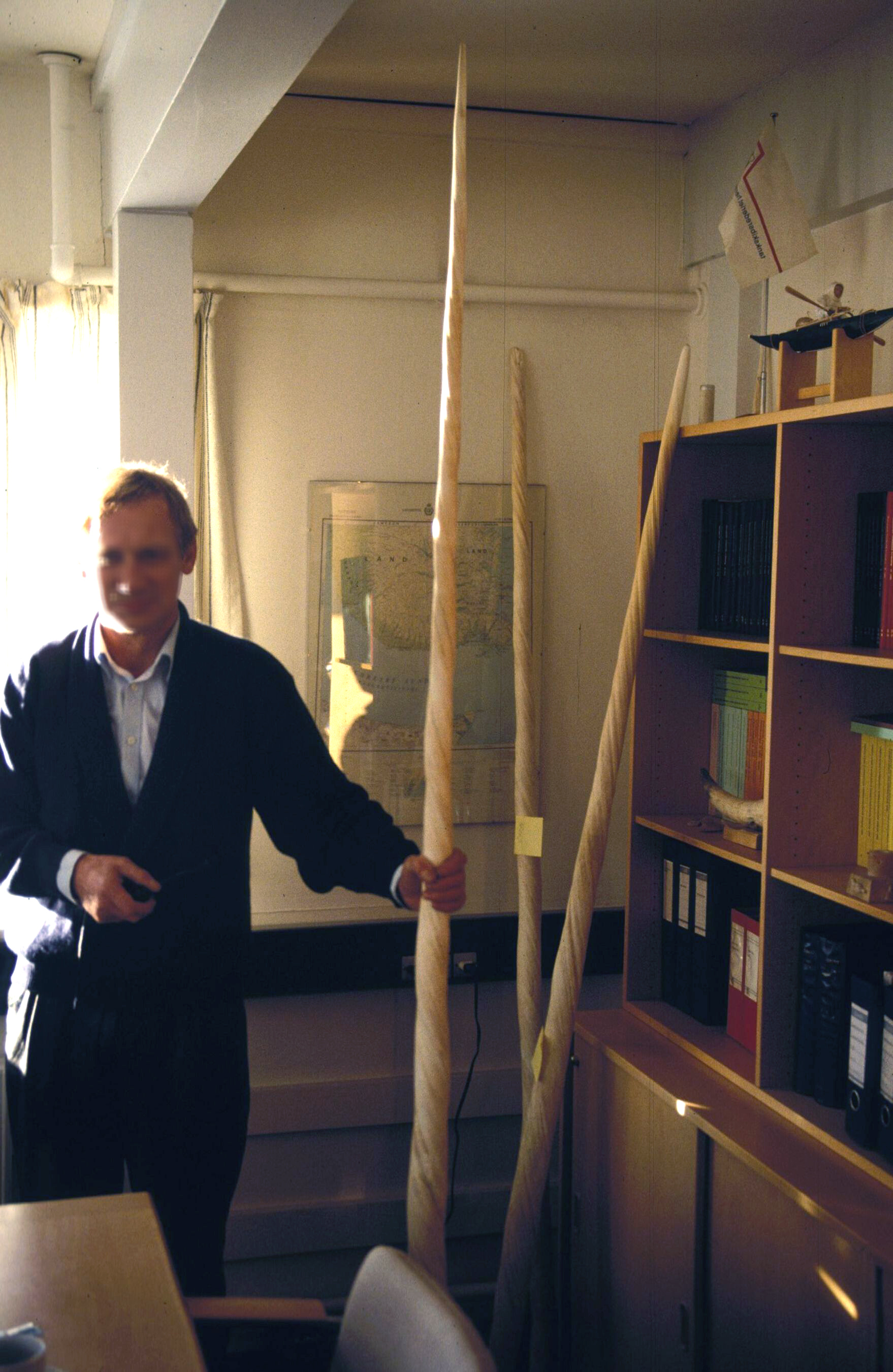
Клык нарвала

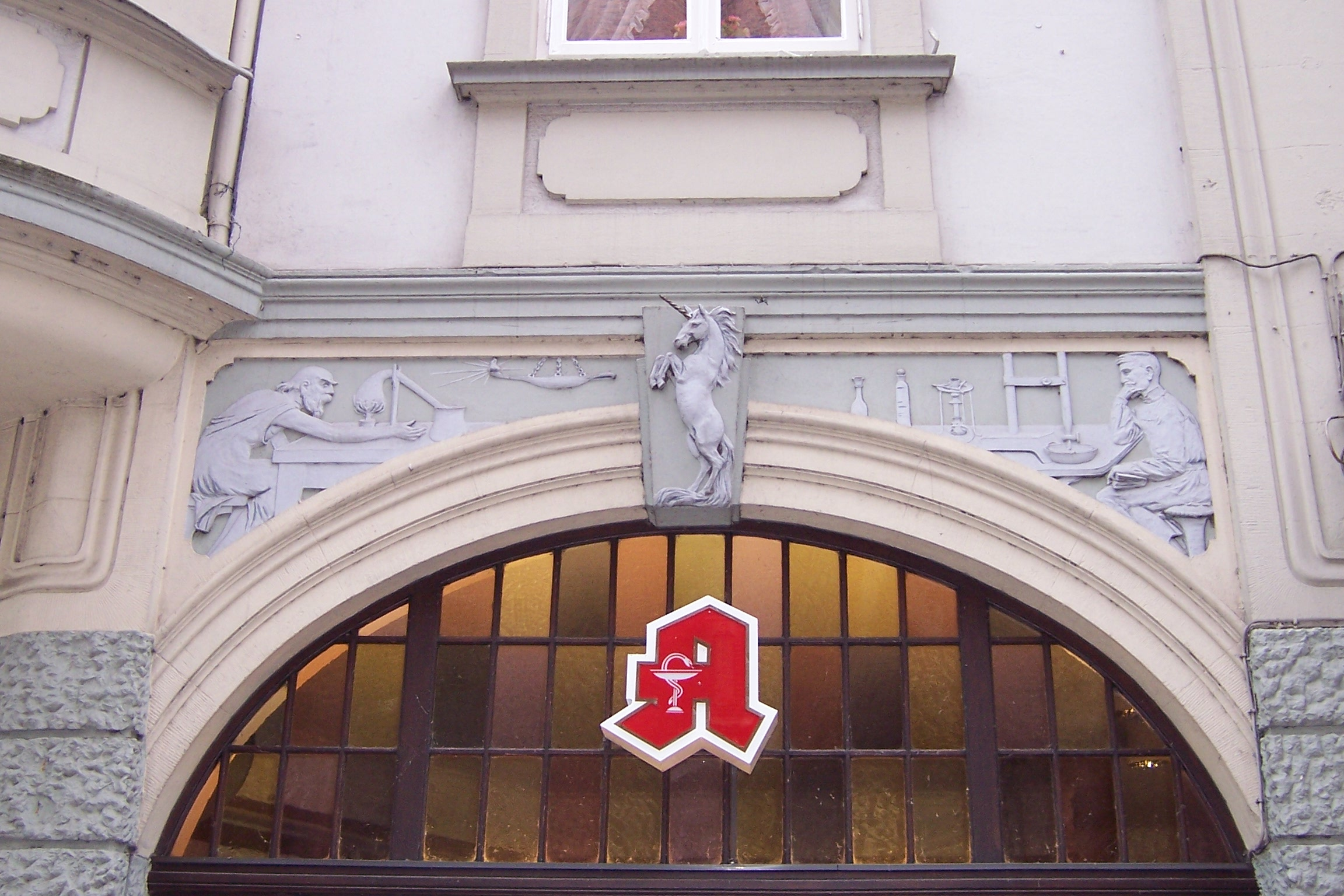
Барельеф над аптекой. Ок. 1900. Ольденбург, Германия

Рог единорога (под видом которого большею частью сбывался клык нарвала, вывозимый норвежцами, датчанами и русскими поморами из полярных областей, а также рог носорога и бивень мамонта) употреблялся на разные изделия, например на скипетры и посохи, и ценился весьма дорого, особенно потому, что в виде тёртого порошка считался чудесным целительным средством при разных болезнях — от лихорадки, эпилепсии, огневой (горячка), от морового поветрия, чёрной немощи, от укушения змеи, он продлевал молодость и укреплял потенцию, а также являлся средством, предохраняющим от порчи. Процветала торговля чашечками из рога, якобы удаляющими яд из пищи, верили, что ядовитая жидкость в нём закипала. На одной европейской миниатюре XV века изображён святой Бенедикт, отбрасывающий поданный ему кусок хлеба: читатель того времени, видя рядом со святым единорога, мог понять, что хлеб был отравлен, а святой с помощью Божьей это угадал. Рог единорога якобы запотевал при приближении к отраве. В эпоху Возрождения фигурку единорога помещали над аптеками.
Покупка целого рога была по карману только очень богатым людям или обществам. Так, Елизавета I Английская приобрела рог за 10 тысяч фунтов. К 1600 году в Европе насчитывалось по крайней мере 12 цельных рогов. Бер писал, что московский царский скипетр, захваченный поляками в Смутное время «из цельной кости единорога, осыпанный яхонтами, затмевал все драгоценное в мире». С. Маскевич в 1614 году сообщал, что полякам за службу выдали в Москве две или три кости единорога. Адам Жолкевский удивился, увидав, какие громадные рога единорога находились в Москве, и заметил, что цельного рога в иных государствах он никогда не видывал, а московский рог купцы оценивали в 200 000 венгерских золотых.
На небе существует созвездие Единорог, введённое в XVI столетии. На небесных атласах изображается в виде коня с рогом.
Ещё в XIX веке некоторые люди верили в существование реального единорога, против его существования в 1827 году привёл аргументы французский натуралист Жорж Кювье. В XX веке в рамках жанров литературной сказки и фэнтези к образу единорога вновь появляется интерес.

### В Восточной Азии
Первое упоминание о единорогах у древних китайцев относится к 2697 году до н. э. Насчитывается по меньшей мере 6 видов этих существ: цилинь, цзин (麠), цзюэ дуань (角端), пао (麃), сечжи, ту чжун шу. Из них наиболее популярен цилинь, который символизирует долгую жизнь, празднество, великолепие, радость, справедливость, честность, знаменитых потомков и мудрость. У него драконья голова, оленьи рога, львиный хвост, коровьи копыта, иногда покрыт чешуёй и панцирем. Заключает в себе мужское (ци) и женское (линь) начала. Питается зерном. Цилинь настолько нежен, что не в состоянии ступить на острую траву и стремится к одиночеству. Он лёгок, а потому не проваливается в рыхлый снег, а порой может идти и по воде. По преданию — это один из девяти сыновей дракона, он может различать добро и зло, а наряду с драконом, фениксом и черепахой, цилинь считался разумным существом, его появление знаменует рождение или смерть мудреца (например, Конфуция), времена справедливого правителя, но также — грядущее завоевание страны. Случается, что цилинь карает грешников, окутываясь пламенем.
Японский цилинь — кирин в воззрениях «Страны восходящего солнца», является высшим существом среди мифических животных, в отличие от китайского, разделяющего эту привилегию «на четверых».

### На Ближнем Востоке
Каркаданн — единорог исламского мира, обладающий внешностью быка, оленя, лошади, антилопы или другого животного, а иногда даже с крыльями. Наиболее необычный вид имеет персидский единорог — в виде белого осла с тремя ногами, шестью глазами, девятью ртами и золотым рогом.

## Реальный «единорог»

### Генетические отклонения

Реальный единорог. Прато, 2008

В 2008 году в Тоскане был обнаружен молодой 10-месячный самец косули с одним рогом, растущим ровно и симметрично посреди лба. В настоящий момент[уточнить] жив, для сохранения перевезён в природоохранный центр Прато.

### Хирургический метод
Однорогие животные могут быть получены и искусственно, посредством операции. Данный метод основан на анатомической особенности жвачных животных, чьи рога растут не напрямую из черепа, а из нароста роговой ткани. В 1933 году подобная операция произведена американским биологом У. Франклином Давом из университета штата Мэн. Новорождённому айрширскому телёнку были пересажены два роговых нароста в центр лба, в результате чего у животного вырос длинный прямой рог. Повзрослевшему быку рог придал значительную уверенность, так как прямой центральный рог в виде оружия мог использоваться более эффективно. В связи с этим заслуживает внимания упоминание Плиния Старшего о схожей трансплантации в Древнем мире, но с противоположным результатом: в одиннадцатой книге «Естественной истории» описан случай получения четырёх рогов из одного нароста.

### Представитель мегафауны
Существует предположение, что в описании единорога отразился след вымершего животного эласмотерия — носорога степей Евразии, обитающего в ледниковый период южнее ареала шерстистого носорога; изображения эласмотерия встречаются в пещерной росписи того времени. Эласмотерий отчасти напоминал лошадь с чрезвычайно длинным рогом во лбу. Он вымер примерно в то же время, что и остальная часть евразийской мегафауны ледникового периода. Однако, согласно шведской энциклопедии «Nordisk familjebok» и доводам популяризатора науки Вилли Лея, животное могло просуществовать достаточно долгое время, чтобы успеть попасть в легенды эвенков как огромный чёрный бык с одним рогом во лбу.

## В геральдике

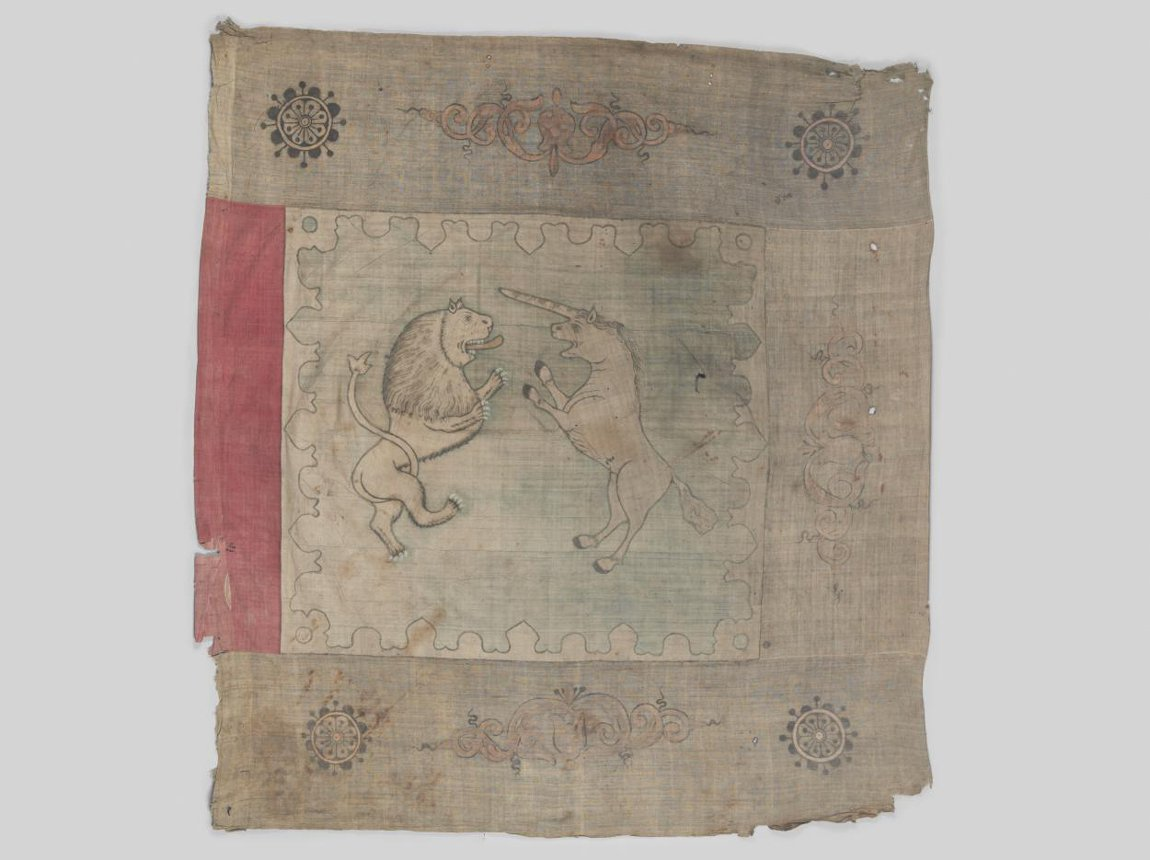
Лев и единорог на знамени Ермака, бывшем с ним при покорении Сибири (1581—1582 гг.)

Единорог — геральдический символ осторожности, осмотрительности, благоразумия, чистоты, непорочности, строгости, суровости. Он изображается как конь с длинным витым рогом, раздвоенными копытами, львиным хвостом, иногда — с козлиной бородкой. Если единорог имел корону, то не на голове, а на шее, в виде ошейника.
В геральдических книгах единорог уподоблен отважному солдату, «который скорее готов погибнуть, чем живым попасть в руки врага». Существовало и иное метафорическое истолкование единорога на гербе средневекового рыцаря: «от храброго мужа враги бегут, как яд от чудесного рога». Это и прообраз монашеской жизни, стремления к уединению. Связь символики единорога с Девой Марией и Иисусом Христом высоко ценилась, из-за чего некоторые средневековые авторы высказывали мнение, что единорог не должен быть запятнан помещением его изображения на щит или нашлемник. Однако к XVI столетию фигура геральдического единорога обрела популярность в родовых гербах. Иногда гербовой знак единорога власти даровали мастеру или торговой компании за высочайшее качество товара. Единорог называется прислонившимся (accule), когда он стоит прямо с поднятыми передними ногами, и в оборонительном положении (en defense), когда хочет как бы защититься своим рогом. В других видах встречался редко.
Византийские императоры в государственной символике в сочетании с двуглавым орлом употребляли четыре герба крупнейших префектур бывшей Римской империи, а именно: орла Италии, грифа Галлии, единорога Азии и льва Иллирии
На золотых российских монетах изображался начиная со времён великого князя Московского Иоанна III и оканчивая правлением царя Алексея Михайловича Романова (начиная от Лжедмитрия I чеканился также на серебряных монетах). С 1562 года единорог изображается на груди двуглавого орла, наравне со Святым Георгием, таким образом в данную эпоху их семантика была равнозначимой. Символ единорога содержится на двусторонних государственных печатях царя Ивана Грозного: Большой (от 1562 года) и Малой (от 1571 года), также Больших государственных печатях царей Бориса Годунова, Лжедмитрия, Михаила Фёдоровича, Алексея Михайловича, на печати Большого дворца времени царствования Михаила Фёдоровича. Печатью с единорогом скреплялись письма Ивана Грозного, носящие личный характер, например переписка с Кирилло-Белозерским монастырём; историк Татищев считал, что единорог был на личном гербе Ивана Грозного. Единорог также изображён на спинке трона царя Ивана Грозного, на церемониальных топорах, сёдлах, оконных наличниках дворцов, на гербах российских дворянских родов Баташевых, Бонч-Бруевичей, Веригиных, Кудрявцевых, Мансуровых, Остафьевых, Романовских, Стрекаловых, Тургеневых, Шеншиных, Шуваловых как щитодержатель включён в гербы Болтиных, Ермоловых, Козловских, Салтыковых, Лорис-Меликовых.
На полной версии герба Красноярска единорог является один из двух (наряду с конём) щитодержателей, а на гербах городов: Лысьва, (Россия), Сен-Ло (Франция), Лишниц (Чехия), Виштынец и Меркине (Литва), Рамош (Швейцария), Эгер (Венгрия), Швебиш-Гмюнд и Гинген-на-Бренце (Германия) является центральной фигурой на щите. Также, единорог изображён в гербе канадской провинции Ньюфаундленд.
Пара единорогов является щитодержателями в гербе Шотландии, по одному — в государственных гербах Великобритании и Канады.
На гербе Казахстана изображён тулпар, легендарное существо, совмещающее рог единорога и крылья Пегаса.

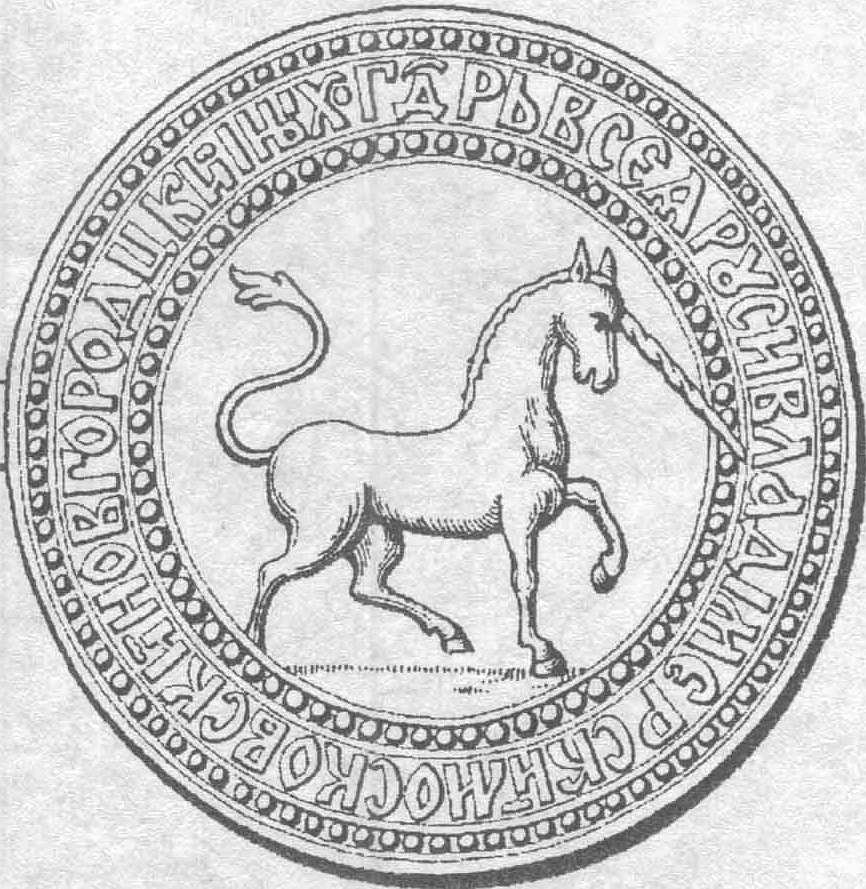
Личная печать Ивана Грозного
Герб Шотландии
Герб Канады
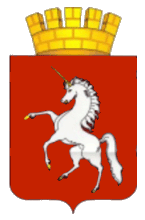
Герб Лысьвы, Россия
Герб Сен-Ло, Франция
Герб Лишница, Чехия
Герб Рамоша, Швейцария
Герб Швебиш-Гмюнда, Германия
Герб Гингена-на-Бренце, Германия
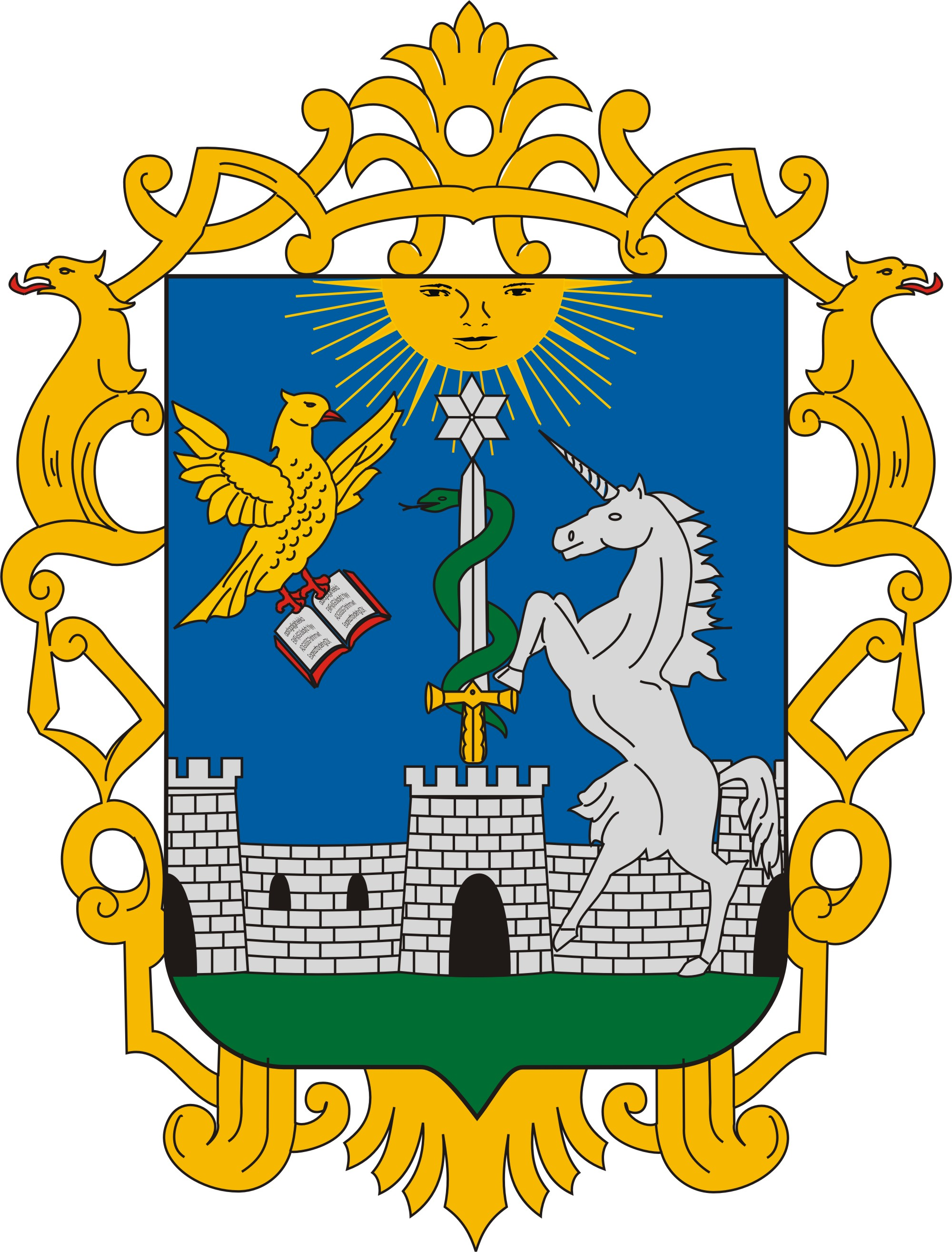
Герб Эгера, Венгрия
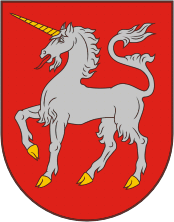
Герб Виштынец, Литва
Герб Красноярска, Россия

Сегодня также встречается в названиях и на логотипах некоторых общественных организаций.

## В искусстве

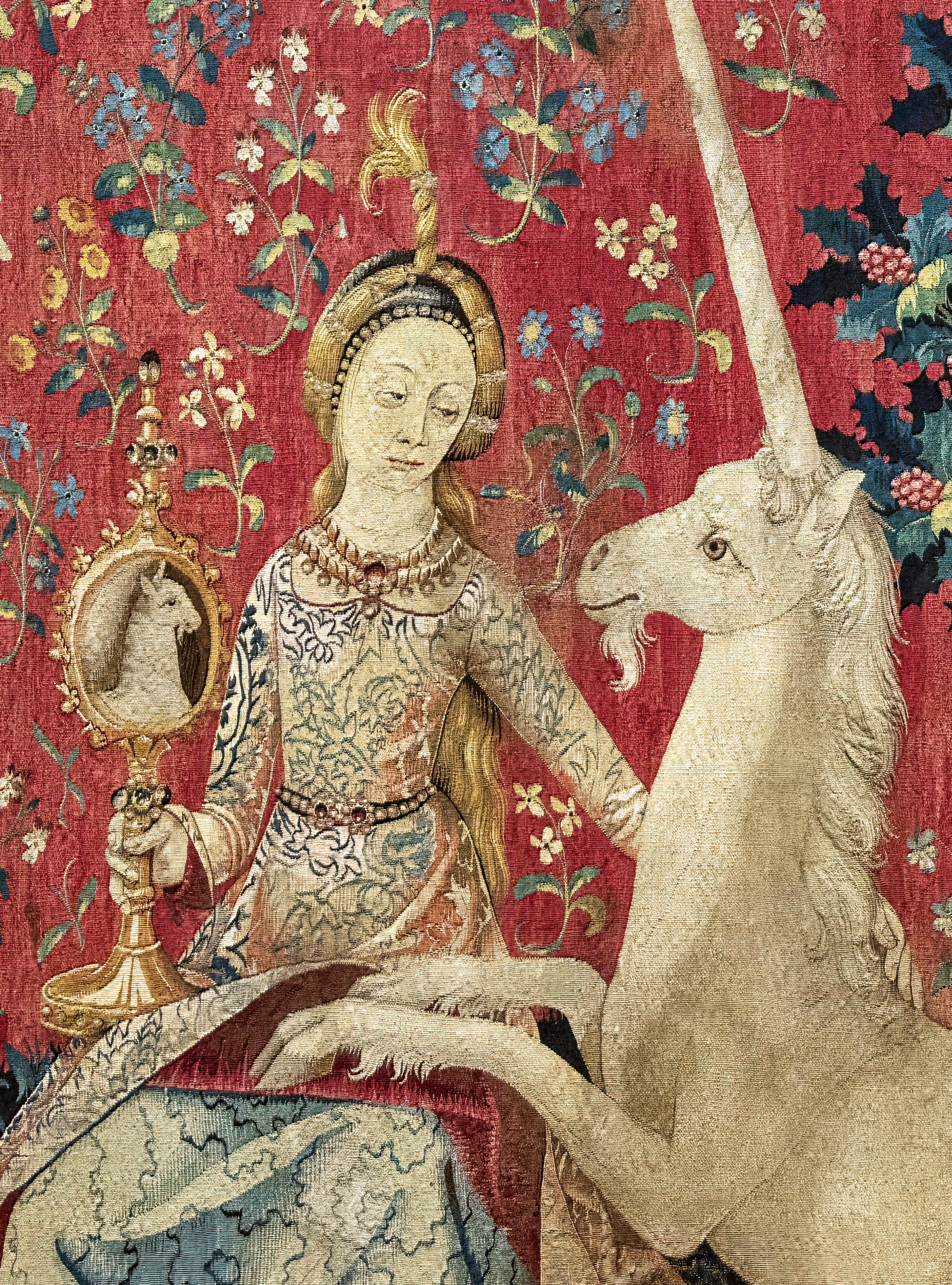
Деталь шпалеры серии «Дама с единорогом». XV в. Музей Клюни, Париж

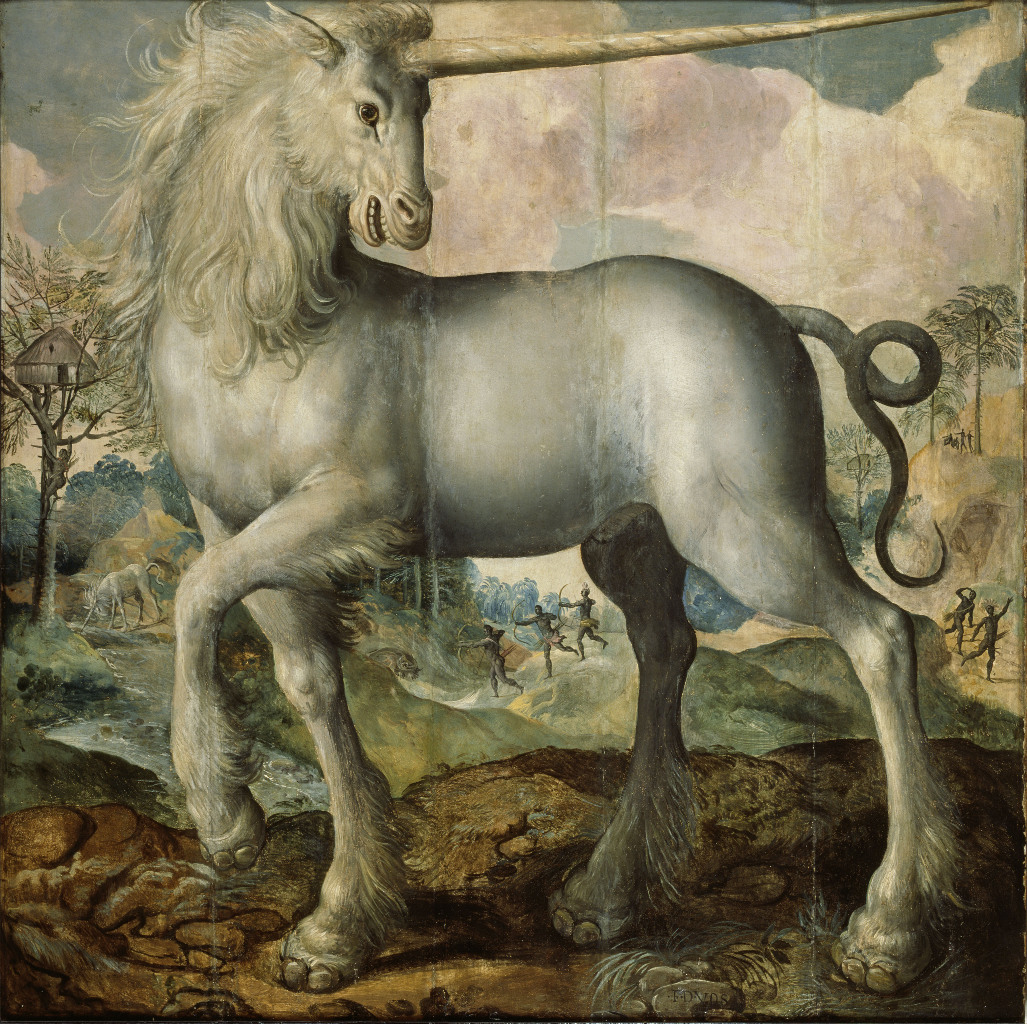
Мартен де Вос. Единорог. Деталь. 1572

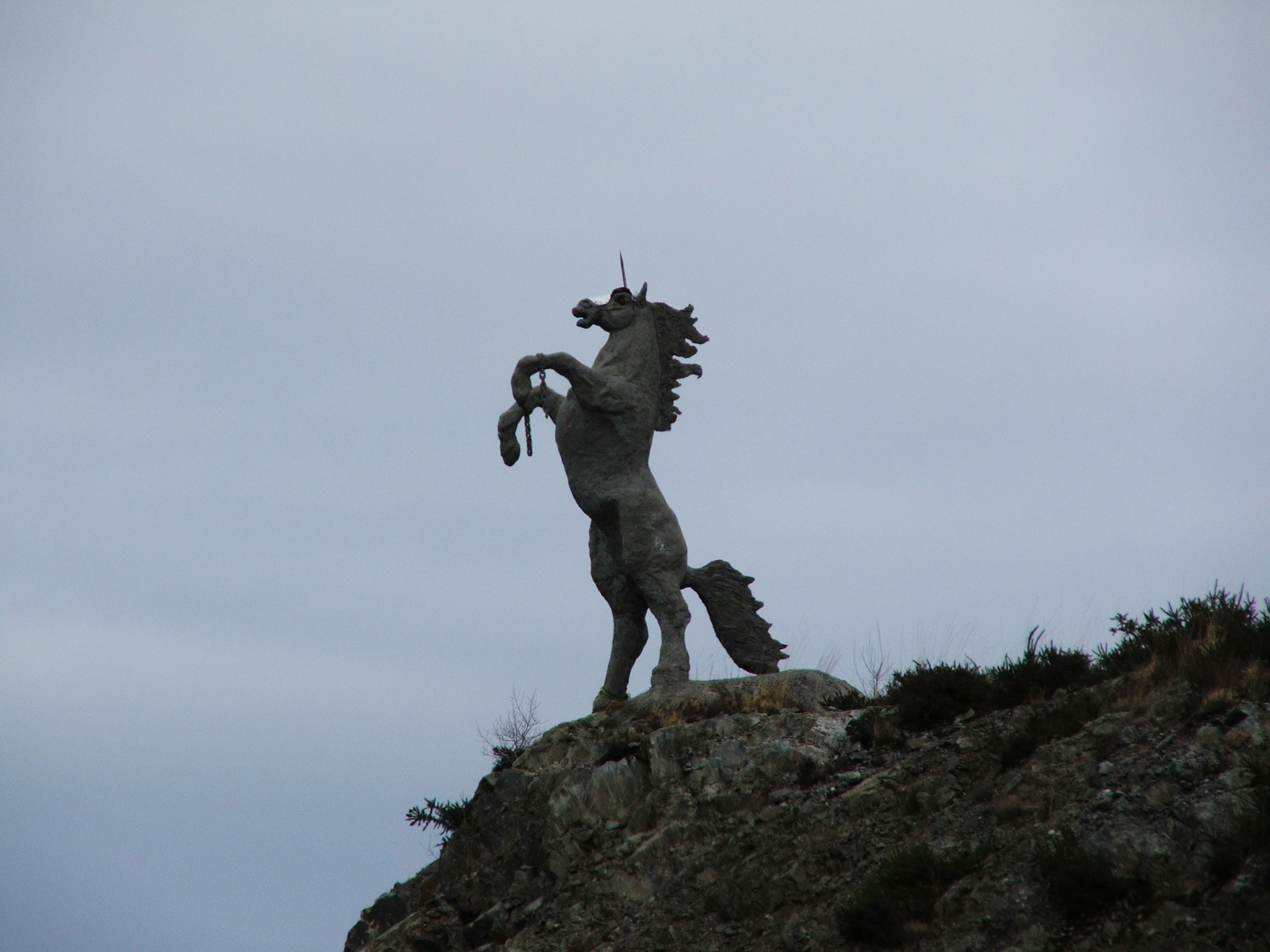
Статуя единорога в графстве Керри, Ирландия

### Изобразительное искусство
Сюжет о единороге и девственнице распространён в изобразительном искусстве. Наиболее известные работы — серии гобеленов конца XV века «Девушка и единорог» (музей Клюни в Париже) и «Охота на единорога» (музей Метрополитен в Нью-Йорке). Первая серия представляет шесть гобеленов, пять из которых символизируют чувства человека, при участии девушки, единорога и льва. Другую серию составляют семь гобеленов, изображающих охоту, убийство и воскрешение единорога, его пленение.
Иероним Босх в своём триптихе «Сад земных наслаждений» (ок. 1500) изобразил несколько фантастических видов единорога: в левой части его триптиха три единорога: белый, «шотландский»; бурый, оленеподобный с изогнутым рогом; с туловищем рыбы, плавающий в пруду. Также единороги стоят вокруг пруда, посреди людей и животных. У одного рог усеян короткими острыми шипами; у другого туловище оленя, длинные уши и бородка козла, у третьего рог расходится на два отростка.
Жан Дюве (1485—1562?) получил от искусствоведов прозвище «Мастер единорога». Ему принадлежит цикл из шести гравюр, на каждой из которых присутствует это животное. Оно встречается и на других его гравюрах.

### Художественная литература
- В романе японского писателя Харуки Мураками «Страна Чудес без тормозов и Конец Света» единороги имеют важное сюжетное значение.
- У Франсуа Рабле Пантагрюэль в Атласной стране созерцает 32 единорога.
- Уильям Шекспир упоминает единорогов в романтической драме «Буря».
- В произведении Льюиса Кэрролла «Алиса в Зазеркалье» единорог и лев, символизирующие щитодержателей герба Великобритании, борются за корону.
- Уильям Батлер Йетс в книге «Единорог со звёзд» (1908) связывает с единорогом силу разрушения, несущую обновление и перерождение.
- Райнер Мария Рильке под впечатлением от серии гобеленов «Девушка и единорог» написал поэму «Сонеты к Орфею» (1923).
- В пьесе Т. Уильямса «Стеклянный зверинец» (1945) единорог является воплощением одиночества и уязвимости главной героини.
- В книге К. С. Льюиса «Последняя битва» (1954) единорог борется против сил зла и вместе с другими животными приглашён в рай.
- В повести «Король раз и навсегда» Т. X. Уайт описывает четырёх мальчиков, которые сначала заставляют кухарку стать приманкой для единорога, а потом жестоко с ним расправляются, хотя вначале было намерение оставить единорога в живых.
- Роджер Желязны «Девять принцев Амбера» (или «Девять принцев янтарного королевства») Белый Единорог считается символом вечного города. Главные герои в разных частях книги встречают его в окрестностях Амбера или Арденском лесу. Так же в одной из частей книги Единорог передаёт Корвину камень правосудия. Как позже выясняется, этот единорог является одним из предков королевской семьи.
- В первой книге Поттерианы Джоан Роулинг «Гарри Поттер и философский камень» упоминаются свойства крови единорога — любой человек, выпивший её, спасется даже от неизлечимой болезни, но будет навеки проклят. Кроме того, волосы из хвоста единорога могут служить магической субстанцией для волшебных палочек.
- В новелле японского писателя Харутоси Фукуи «Mobile Suit Gundam Unicorn» важную роль в развитии сюжета играют гобелен «Девушка и единорог» и созданный под его влиянием мобильный доспех. Экранизация новеллы шла с 2010 по 2014 годы.
- В «Мифических историях» Роберта Асприна у главного героя есть боевой единорог Лютик. В конце 19-й главы романа «Удача или миф» упоминаются скачки единорогов.
- В цикле романов «Ведьмак» польский фантаст Анджей Сапковский обыгрывает сюжет о единороге и девственнице, когда попав в пустыню, ведьмачке Цири надлежит встретить единорога и путешествовать с ним.
- Последний единорог является главной героиней одноимённого романа (1968) американского фантаста Питера Бигла.

### Мультипликация
- В мультсериале «Дружба — это чудо» основными персонажами являются пони, которые делятся на единорогов, земных (обычных) пони, пегасов и аликорнов (крылатых единорогов). Главная героиня этого мультсериала — пони по имени Сумеречная Искорка — является единорогом, хотя в конце 3-го сезона[англ.] становится аликорном.
- В мультсериале «Подземелье драконов» одним из главных персонажей является единорог Ю́ни.
- В мультфильме «Храбрый портняжка» (1964), экранизации одноимённой сказки братьев Гримм, главный герой пленил единорога и использовал его в качестве ездового животного.
- В мультсериале «Громокошки» (1985) в одной из серий главные герои спасают единорогов от пиратов. В последующем громокошки иногда использовали единорогов в качестве ездовых животных.
- В мультфильме «Последний единорог» главная героиня — самка единорога — оставшись одна, отправляется на помощь сородичам, попавшим в плен.
- В мультфильме «Ноев ковчег» единорог был среди животных, отказавшихся плыть на ковчеге.
- В мультсериале «Американский дракон: Джейк Лонг» единорог есть во вступительной заставке.
- В мультсериале «Мия и я[англ.]» единороги являлись неотъемлемой частью сериала.

### Кино и телевидение
- В художественном фильме «Легенда» пара единорогов предоставлена как священные животные, несущие жизнь и процветание в мир.
- В экранизации «Гарри Поттер и философский камень».
- В сериале «Легенды завтрашнего дня DC» (4 сезон, 1 серия)

### Прочее
- В серии игр Heroes of Might and Magic

## В научно-популярной литературе
- Оделл Шепард «Учение о единороге» (1930)
- Ричард Эттиндаузен «Единорог» (1950)
- Роберт Ридигер Бир «Единорог: миф и реальность» (1972)
- Юрген Эйнхорн «Дух единорога» (1976)
- Маргарет Фримен «Гобелены с изображением единорога» (1976)